# 琊川镇
琊川镇，是中华人民共和国贵州省遵义市凤冈县下辖的一个乡镇级行政单位。

## 行政区划
琊川镇下辖以下地区：
偏刀水社区、琊川村、茅台村、朝阳村、大兴村、余粮村和文昌村。